# Люлякіна Серафима Марківна
Серафима Марківна Люлякіна (ерз. Люлякинань Серафима Марковна) — ерзянська оповідачка, письменниця. 
Народилася 29 липня 1922 року в селі Нижньоягідне Бугурусланського повіту (нині Похвистневський район) Самарської губернії РРФСР.

## Біографічні відомості
Серафима Марківна народилася в багатодітній селянській родині, в якій особлива увага надавалась народному слову, казкам, пісні. Крім Сіми в сім'ї росло три брата. Дівчинка росла допитливою, пустотливою. Всі знали її як вигадницю та витівницю.
Від ровесниць відрізнялася надзвичайною чутливістю і вразливістю, легко переймала влучне народне слово, гостру прибаутку, задушевний спів, проте більше всього Серафима любила пісні, які часто можна було почути в рідному ерзянському селі. Пісні звучали всюди – свої сільські і чужі, які прилетіли з сусідніх сіл і країв.
Самарське Заволжя здавна вважається своєрідним «заповідником» ерзянського фольклору. Казки, легенди, пісні, обрядова поезія тут збереглися у великій кількості. Тут, на багатому ґрунті стародавньої усно-поетичної культури ерзя виросла ціла плеяда відомих письменників, таких, як Василь Радаєв, Артур Моро, Ксенія Петрова, Михайло Втулкін, Числав Журавльов та інші. Не випадкова, звичайно, і «живучість» тут оповідального і пісенного мистецтва.
Схильність до співу, до поетичної імпровізації у Люлякіної проявилася рано. Ще в дитинстві у неї виявився чистий, від природи добре поставлений голос і хороший слух. Володіючи прекрасною пам'яттю, вона швидко освоювала пісенний репертуар своїх подруг і односельців. Легко запам'ятовувала кожну почуту пісню, причому не тільки слова, але й мелодію.
Великий творчий вплив на Серафиму в ці роки зробила її бабуся, Онися Юхимівна, що прожила 105 років, і яка прославилася своєю пісенно-оповідальною майстерністю на всю Самарську губернію. Від неї Люлякіна перейняла весь репертуар, уміння співати і складати пісні. Саме через її вплив онука «з молоду мріяла... стати артисткою». Люлякіна рано піднялася на клубну сцену, охоче брала участь у дитячих олімпіадах, оглядах художньої самодіяльності. Вона знала багато пісень, імпровізувала частівки, пробувала писати сама. Деякі її пісні були надруковані в стінній та районній газетах. Талант Люлякіної був помічений, їй радили вчитися музиці, поезії. Однак здійснити це не вдалося через матеріальні труднощі. З тієї ж причини довелося кинути в п'ятому класі і навчання в школі. Треба було працювати, піклуватися про молодших братів і сестер, а потім і про своїх дітей. 
Серафима Марківна виростила і виховала сімох дітей.
У 1992 році Серафимі Марківні діагностують онкозахворювання. 
Померла 17 січня 1993 року. Похована на батьківщині в селі Ягідне.

## Праці
Публікувалася в республіканській періодиці та колективних збірниках. 
Найперша книга С. Люлякіної — «Моронь гайть» («Пісенний дзвін») вийшла в 1982 році. Через рік ця книга удостоєна диплома I ступеня на міжнародній книжковій виставці. Інші книги Люлякіної: «Розкажу тобі» (1986), «Минек оянок» («Наші друзі») 1988, «Тонеть, Мордовиям» («Тобі, Моя Мордовія» 1991), «Казки, вірші, байки» (1993).

## Досягнення
Лауреат обласних, всеросійських і всесоюзних фестивалів самодіяльної творчості.
Заслужений працівник культури Мордовської АРСР (1990), лауреат Державної премії МРСР (1992), лауреат премії Комсомолу Мордовії (1992). 
На основі її творчості створено багато книг про фольклор та культуру ерзянського народу. 
В селі Ягідне Похвистневського району, на батьківщині поетеси створено музей Серафими Люлякіної.